# Trnski Odorovci
Trnski Odorovci (búlgaro: Трънски О̀доровци; serbocroata cirílico: Трнски Одоровци) es un pueblo de Serbia perteneciente al municipio de Dimitrovgrad en el distrito de Pirot.
En 2011 tenía 113 habitantes. Étnicamente, dos tercios de los habitantes son búlgaros y un tercio serbios.
Se ubica unos 10 km al suroeste de la capital municipal Dimitrovgrad, sobre la carretera 223 que lleva a Babušnica y Bela Palanka.

## Demografía
La localidad ha tenido la siguiente evolución demográfica:
| Gráfica de evolución demográfica de Trnski Odorovci entre 1948 y 2011 |
|                                                                       |